# Stenoloma viride
Stenoloma viride là một loài dương xỉ trong họ Lindsaeaceae. Loài này được C.Chr. mô tả khoa học lần đầu tiên vào năm 1934.
Danh pháp khoa học của loài này chưa được làm sáng tỏ. 